# Fréville, Vosges
Fréville är en kommun i departementet Vosges i regionen Grand Est (tidigare regionen Lorraine) i nordöstra Frankrike. Kommunen ligger i kantonen Neufchâteau som tillhör arrondissementet Neufchâteau. År 2022 hade Fréville 132 invånare.

## Befolkningsutveckling
Antalet invånare i kommunen Fréville
| Referens: INSEE |